# Виноградівська сільська рада (Болградський район)
Виногра́дівська сільська́ ра́да — адміністративно-територіальна одиниця та орган місцевого самоврядування в Болградському районі Одеської області. Адміністративний центр — село Виноградівка.

## Загальні відомості
Виноградівська сільська рада утворена в 1945 році.
- Територія ради: 69,62 км²
- Населення ради: 3 923 особи (станом на 2001 рік)
- Водоймища на території, підпорядкованій даній раді: озеро Ялпуг

## Населені пункти
Сільській раді були підпорядковані населені пункти:
- с. Виноградівка

## Населення
Згідно з переписом 1989 року населення села становило 4039 осіб, з яких 1949 чоловіків та 2090 жінок.
За переписом населення 2001 року в селі мешкали 3802 особи.

### Мова
Розподіл населення за рідною мовою за даними перепису 2001 року:
| Мова       | Відсоток |
| ---------- | -------- |
| гагаузька  | 86,21 %  |
| російська  | 7,34 %   |
| болгарська | 3,31 %   |
| українська | 1,66 %   |
| молдовська | 0,71 %   |
| циганська  | 0,18 %   |
| вірменська | 0,15 %   |
| білоруська | 0,03 %   |

## Склад ради
Рада складалася з 20 депутатів та голови.
- Голова ради: Арабаджи Олександр Янакійович
- Секретар ради: Наумова Ольга Миколаївна

### Керівний склад попередніх скликань
| Прізвище, ім'я, по батькові   | Основні відомості                                                 | Дата обрання | Дата звільнення |
| ----------------------------- | ----------------------------------------------------------------- | ------------ | --------------- |
| Кочмар Панас Георгійович      | Сільський голова, 1957 року народження, безпартійний              | 26.03.2006   | 31.10.2010      |
| Арабаджи Олександр Янакійович | Сільський голова, 1981 року народження, освіта вища, безпартійний | 31.10.2010   |                 |

Примітка: таблиця складена за даними сайту Верховної Ради України

### Депутати
За результатами місцевих виборів 2010 року депутатами ради стали:

#### За суб'єктами висування
| Суб'єкт висування                                       | Кількість обраних депутатів | %  |
| ------------------------------------------------------- | --------------------------- | -- |
| Партія регіонів                                         | 12                          | 60 |
| Комуністична партія України                             | 3                           | 15 |
| Народна партія                                          | 2                           | 10 |
| Самовисування                                           | 2                           | 10 |
| Політична партія Всеукраїнське об'єднання «Батьківщина» | 1                           | 5  |

#### За округами
| № округу                                                | Прізвище, ім'я, по батькові | Дата визнання обраним | Освіта  | Партійна приналежність | Відомості про обраного депутата                           |
| ------------------------------------------------------- | --------------------------- | --------------------- | ------- | ---------------------- | --------------------------------------------------------- |
| Комуністична партія України                             |                             |                       |         |                        |                                                           |
| 12                                                      | Чобан Наталія Володимирівна | 03.11.2010            | вища    | позапартійна           | Виноградівська загальноосвітня школа, вчитель             |
| 17                                                      | Молла Василь Іванович       | 03.11.2010            | середня | позапартійний          | приватне сільськогосподарське підприємство «Гіржу», водій |
| 20                                                      | Таушанжи Олена Семенівна    | 03.11.2010            | середня | член Партії регіонів   | приватний підприємець                                     |
| Народна Партія                                          |                             |                       |         |                        |                                                           |
| 4                                                       | Банєва Валентина Михайлівна | 03.11.2010            | вища    | член Народної партії   | пенсіонер                                                 |
| 11                                                      | Ангелов Дмитро Іорданович   | 03.11.2010            | вища    | член Народної партії   | приватний підприємець                                     |
| Партія регіонів                                         |                             |                       |         |                        |                                                           |
| 1                                                       | Опря Харлампій Георгійович  | 03.11.2010            | середня | позапартійний          | приватний підприємець                                     |
| 3                                                       | Кіпер Юрій Ілліч            | 03.11.2010            | вища    | член Партії регіонів   | Виноградівська загальноосвітня школа, вчитель             |
| 5                                                       | Кулаксиз Ольга Семенівна    | 03.11.2010            | вища    | член Партії регіонів   | Виноградівська загальноосвітня школа, вчитель             |
| 6                                                       | Калібов Федір Федорович     | 03.11.2010            | середня | член Партії регіонів   | пенсіонер                                                 |
| 8                                                       | Наумова Ольга Миколаївна    | 03.11.2010            | вища    | член Партії регіонів   | Виноградівська сільська рада, секретар                    |
| 9                                                       | Божева Катерина Петрівна    | 03.11.2010            | вища    | член Партії регіонів   | тимчасово не працює                                       |
| 13                                                      | Турчин Марія Михайлівна     | 03.11.2010            | вища    | член Партії регіонів   | Виноградівська сільська бібліотека, бібліотекар           |
| 14                                                      | Крчмар Юрій Георгійович     | 03.11.2010            | вища    | член Партії регіонів   | приватне підприємство «Колос», заступник директора        |
| 15                                                      | Кочев Панас Миколайович     | 03.11.2010            | вища    | член Партії регіонів   | Виноградівська сільська рада, землевпорядник              |
| 16                                                      | Калібов Валерій Іванович    | 03.11.2010            | вища    | член Партії регіонів   | пенсіонер                                                 |
| 18                                                      | Кочмар Раїса Миколаївна     | 03.11.2010            | вища    | член Партії регіонів   | Виноградівський дитячий садок, завідувачка                |
| 19                                                      | Окалаш Валерій Ілліч        | 03.11.2010            | вища    | член Партії регіонів   | приватний підприємець                                     |
| Політична партія Всеукраїнське об'єднання «Батьківщина» |                             |                       |         |                        |                                                           |
| 2                                                       | Пакалюк Світлана Ігорівна   | 03.11.2010            | вища    | позапартійна           | тимчасово не працює                                       |
| Самовисування                                           |                             |                       |         |                        |                                                           |
| 7                                                       | Радова Домнікія Іванівна    | 03.11.2010            | вища    | позапартійна           | Виноградівська загальноосвітня школа, вчитель             |
| 10                                                      | Кішлали Олег Миколайович    | 03.11.2010            | вища    | член Партії регіонів   | тимчасово не працює                                       |